# واين جي. هاموند
واين جي. هاموند (بالإنجليزية: Wayne G. Hammond)‏ هو كاتب أمريكي، ولد في 11 فبراير 1953 في كليفلاند في الولايات المتحدة.